# 上海大新公司

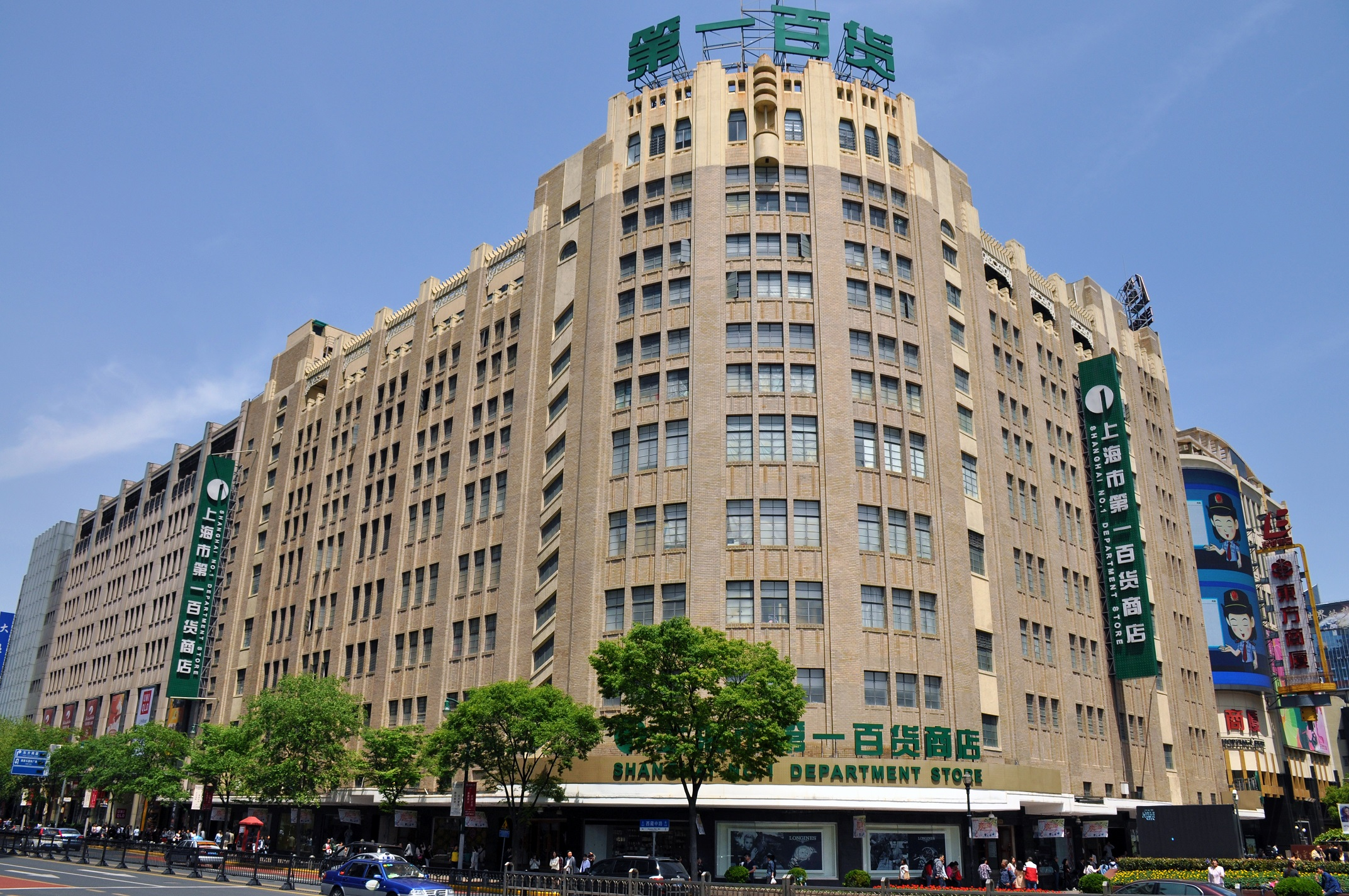
大新百貨公司ビル、現在は上海第一百貨店として利用される

上海大新公司（しゃんはいだいしんこうし）は、上海市の廃業した百貨店である。上海大新公司は1936年1月10日に開業し、香港と広州に続き、大新百貨三番目の店舗である。
大新百貨公司のビルは当時中国最大の百貨店であり、上海初のエスカレーターを設置したビルでもある。三階までは売り場であり、五階にはダンスホールとレストランを設け、六階から十階までには「天台十六景」と称する演芸場、遊園地があった。1949年以降、大新公司は公営化され、上海第一百貨店に統合された。大新公司は1989年に上海市文物保護単位に選ばれた。